# HTBスペシャルドラマ
HTBスペシャルドラマ（エイチティービースペシャルドラマ）は、北海道テレビ放送（HTB）が制作していたテレビドラマである。

## 番組概要
1996年に第一作が冬に放送され、1998年からは毎年夏に放送されている。（1998年に限り、冬と夏の2回制作されている。）放送時間は55分(2008年以降は85分)。作品は全て北海道内を舞台にしている。多くの作品がギャラクシー賞や日本民間放送連盟賞優秀賞、文化庁芸術祭優秀賞などを受賞している。
2008年以降の3作品は『水曜どうでしょう』ディレクターの藤村忠寿が演出、嬉野雅道がプロデューサーを担当している。そのため番組宣伝では「『水曜どうでしょう』制作陣（またはスタッフ）がおくる」とテロップが付けられている。また、藤村のこだわりもあり、映画用24pで撮影されている。
2014年をもって終了となったが、2019年にはHTB開局50周年記念作品として、連続ドラマ『チャンネルはそのまま!』が放送された。

### ネット局
- 2005年までと2008年は福井放送を除くテレビ朝日系列の各局が北海道テレビ放送と同時ネット。

※2006年以降はテレビ朝日系列の各局が放送局ごとに放送時間を設けて放送するようになった。その結果、制作局である北海道テレビよりも早く放送した局も存在する。
- 2006年はテレビ朝日と福井放送を除くテレビ朝日系列局と、系列外である日本テレビ系列の日本海テレビ、TBS系列のテレビ山梨やテレビ高知、関東のチバテレビを除く独立局で放送。
- 2007年は福井放送を除くテレビ朝日系列局と、BS朝日、独立局の群馬テレビで放送。
- 2009年は福井放送を除くテレビ朝日系列局とテレビ山梨で放送（半数の系列局では編成上の都合で2010年1～2月に放送）。

## 放送作品
タイトルの前に☆があるものは日本民間放送連盟賞優秀賞、★があるものは文化庁芸術祭優秀賞、◎はギャラクシー賞奨励賞を受賞した作品。出演者の欄の太字は主演。
| タイトル                    | 放送日                                           | 出演 | 脚本       | 原作       | 備考                                       |
| --------------------------- | ------------------------------------------------ | --- | ---------- | ---------- | ------------------------------------------ |
| 約束の街・札幌              | 1996年2月10日 13:00 - 13:55 （全国ネット）       | 別所哲也 若村麻由美 梶原善 | 岩佐憲一   |            | 「雪まつりドラマスペシャル」として放送。   |
| 君といた街角                | 1997年2月8日 14:00 - 14:55 （全国ネット）        | 有森也実 田中健 西川浩幸 | 山永明子   |            | 「雪まつりドラマスペシャル」として放送。   |
| 夢の標本                    | 1998年1月15日 14:00 - 14:55 （全国ネット）       | 戸田菜穂 沢村一樹 細川ふみえ | 市川森一   |            | 「ドラマスペシャル」として放送。           |
| ここではない何処か          | 1998年9月5日 14:30 - 15:25 （全国ネット）        | 石田ゆり子 高橋和也 北村総一朗 麿赤兒 | 市川森一   |            | 「ドラマスペシャル」として放送。           |
| 藤堂志津子スペシャル 黒い瞳 | 1999年8月28日 15:00 - 15:55 （全国ネット）       | 清水美砂 遠山景織子 篠原秀豊 川上たけし | 木村由加子 | 藤堂志津子 |                                            |
| ☆◎ひかりのまち              | 2000年8月26日 15:00 - 15:55 （全国ネット）       | 尾野真千子 風吹ジュン すまけい 遠藤憲一 | 遠藤彩見   |            | 2001年国際エミー賞ファイナリスト。         |
| 丘をこえて                  | 2001年8月25日 15:00 - 15:55 （全国ネット）       | 伊藤淳史 三輪明日美 余貴美子 平田満 | 遠藤彩見   |            |                                            |
| ☆★夏の約束                  | 2002年8月31日 15:00 - 15:55 （全国ネット）       | 夏川結衣 倍賞千恵子 上條恒彦 蒼井優 安田顕 | 伊藤康隆   |            |                                            |
| ☆そして明日から             | 2003年8月30日 15:00 - 15:55 （全国ネット）       | 水橋研二 小林薫 永島暎子 北川智子 鈴木砂羽 音尾琢真 | 岩松了     |            |                                            |
| ★六月のさくら               | 2004年8月28日 15:00 - 15:55 （全国ネット）       | 大塚寧々 津田寛治 中村久美 須藤理彩 大泉洋 遠藤憲一 白川和子 佐藤重幸                                                                                   | 鄭義信     |            |                                            |
| ★うみのほたる               | 2005年8月27日 15:00 - 15:55 （全国ネット）       | 小澤征悦 西田尚美 若松武史 みれいゆ 三浦誠己 蟹江敬三                                                                                                   | 鄭義信     |            |                                            |
| ★◎大麦畑でつかまえて        | 2006年9月2日 16:30 - 17:25 （北海道ローカル）    | 大泉洋 高野志穂 森崎博之 前田吟 倍賞美津子 大滝秀治 | 前川洋一   |            | 2008年、テレ朝チャンネルでも放送。         |
| そらぷち                    | 2007年9月29日 16:30 - 17:25 （北海道ローカル）   | 森田直幸 悠城早矢 小橋亜樹 藤尾仁志 布川敏和 本田博太郎                                                                                                 | 前川洋一   |            |                                            |
| 歓喜の歌                    | 2008年9月7日 14:00 - 15:24 （全国ネット）        | 大泉洋 永野宗典 あき竹城 根岸季衣 白川和子 吉本菜穂子 利重剛 ふせえり 山本哲也 本多力 酒井善史 上田耕一 若松武史 大滝秀治 田中裕子                      | 鄭義信     | 立川志の輔 | HTB開局40周年記念作品。                    |
| ★◎ミエルヒ                  | 2009年12月25日 16:00 - 17:25 （北海道ローカル）  | 安田顕 泉谷しげる 根岸季衣 吉本菜穂子 中野英樹 萩原利映 飯塚悟志 豊本明長 角田晃広 小島可奈子 神田山陽 大泉洋 大下宗吾 渡辺いっけい 藤村俊二 風吹ジュン | 青木豪     |            | 第47回ギャラクシー賞テレビ部門優秀賞受賞。 |
| 幸せハッピー                | 2012年12月15日 15:30 - 17:11 （北海道ローカル）  | 渡辺えり 大谷亮介 吉本菜穂子 鈴井貴之 占部房子 酒井敏也 志賀廣太郎 根岸季衣                                                                             | 青木豪     |            |                                            |
| 別に普通の恋                | 2013年12月14日 13:25 - 15:20 （北海道ローカル）  | 金子貴俊 安藤聖 小林きな子 福田麻由子 藤田弓子 きたろう                                                                                                 | 前田司郎   |            |                                            |
| UBASUTE                     | 2014年12月29日 23:40 - 翌1:05 （北海道ローカル） | 大和田健介 波瑠 近野成美 中村映里子 草村礼子 | 海野祐至   |            |                                            |

## スタッフ
以下の4名はここ数年連続してスペシャルドラマに参加している。
- 音楽 増本直樹→本間昭光
- 企画・プロデューサー 四宮康雅→四宮康雅・嬉野雅道（北海道テレビ）
- 演出 多田健→藤村忠寿（北海道テレビ）